# (241097) 2007 DU112
(241097) 2007 DU112, também escrito como (241097) 2007 DU112, é um objeto transnetuniano que é classificado como um centauro, em uma forma estendida de centauro. O mesmo tem uma excentricidade orbital de 0.777. Ele tem um diâmetro estimado em cerca de 27 km.